# HD 4817
HD 4817，又名BD+61 178，SAO 11430、HR 237，是一颗恒星，视星等为6.07，位于銀經122.91，銀緯-1.07，其B1900.0坐标为赤經0h 45m 17.5s，赤緯+61° -1.07′ 40″。